# Estorninho-carunculado
Estorninho-carunculado (nome científico: Creatophora cinerea) é uma espécie de ave da família Sturnidae. É residente na África Oriental e Austral.

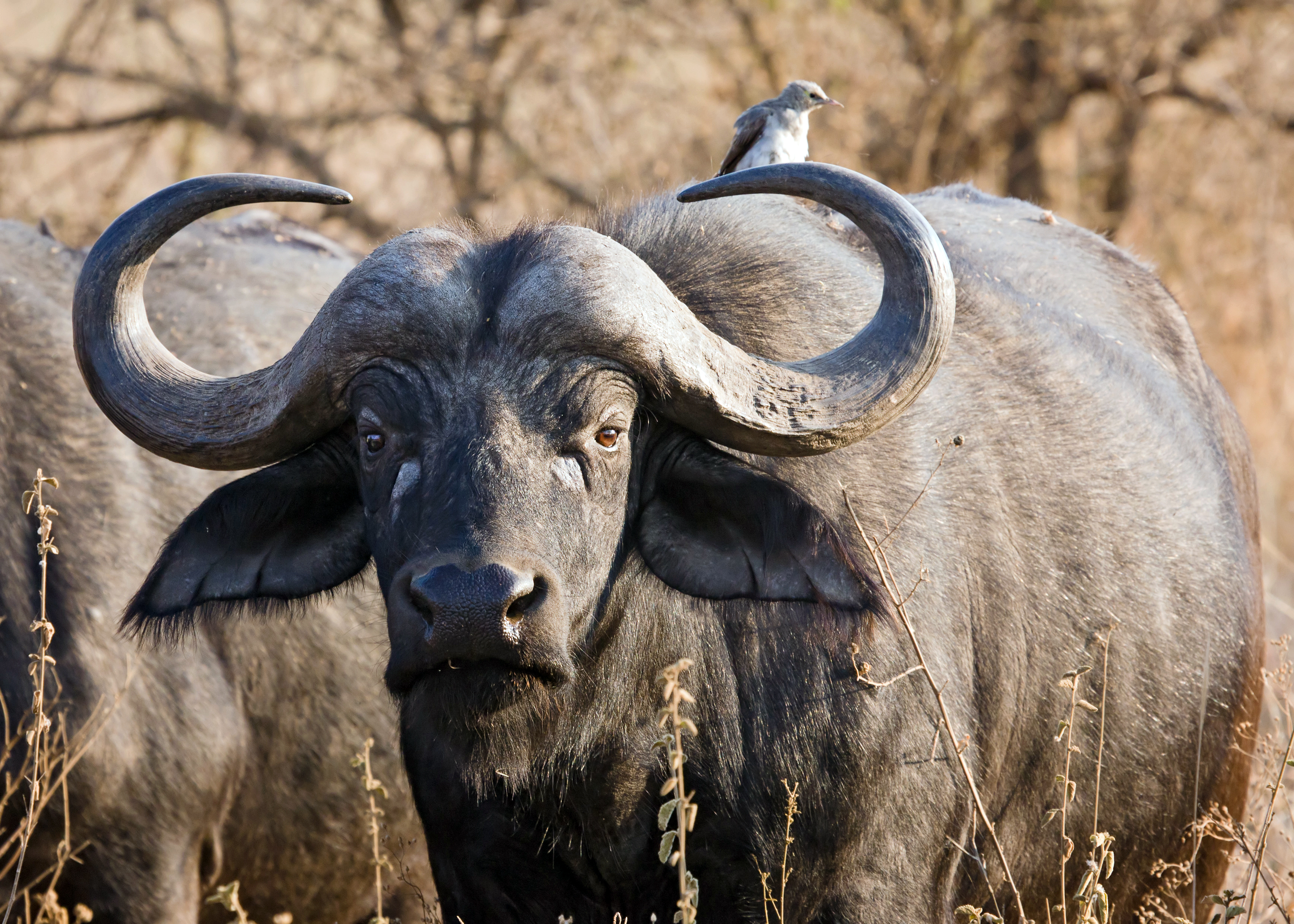
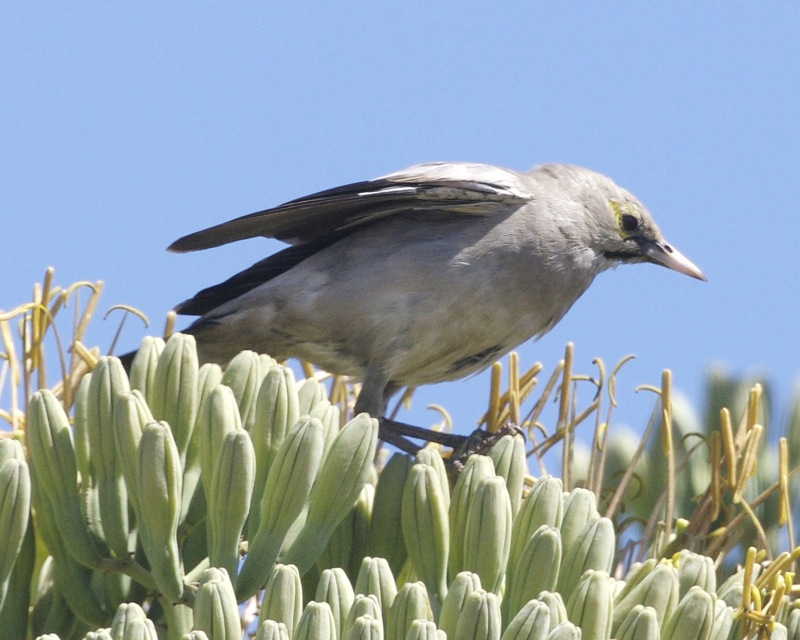
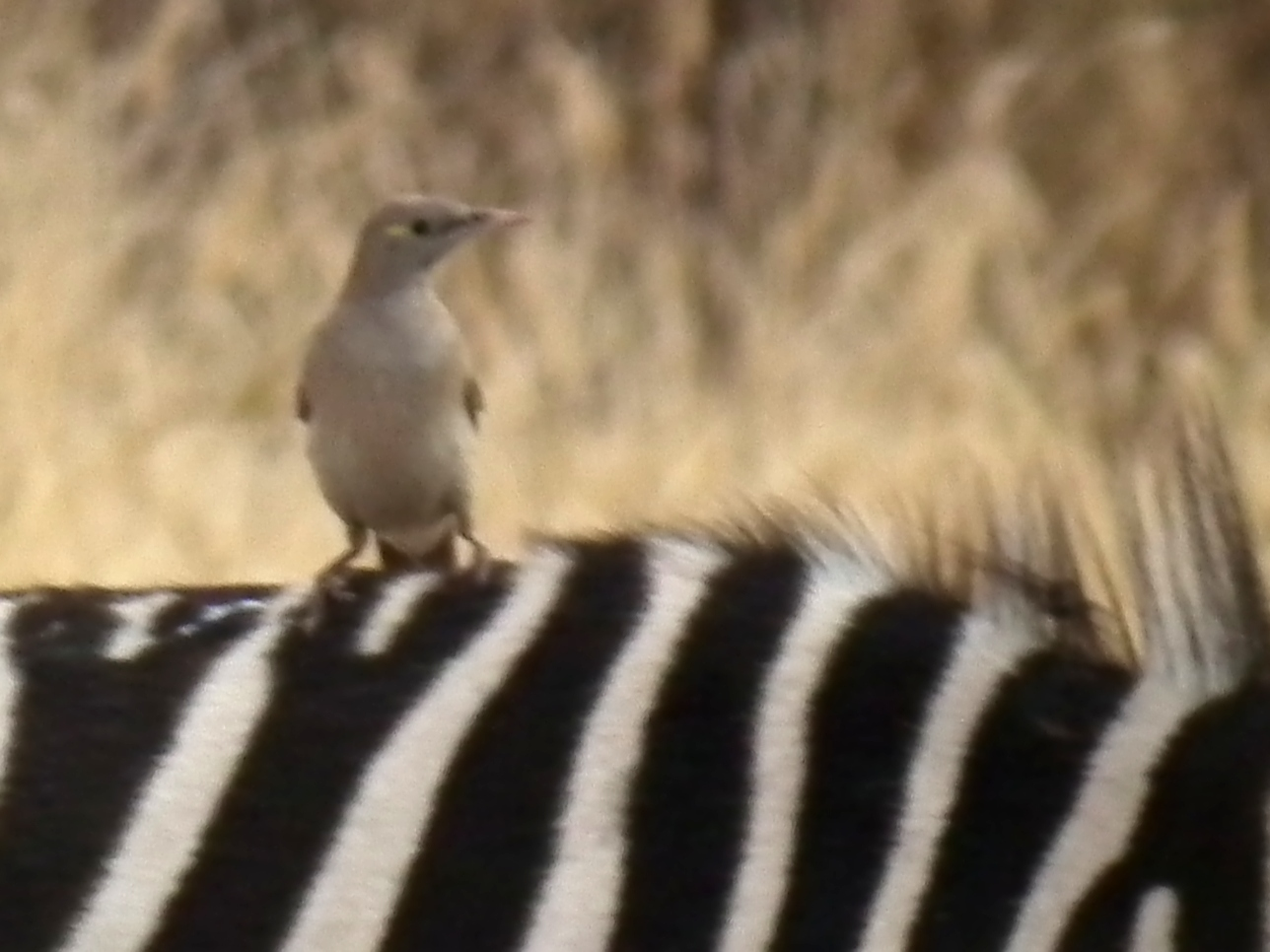
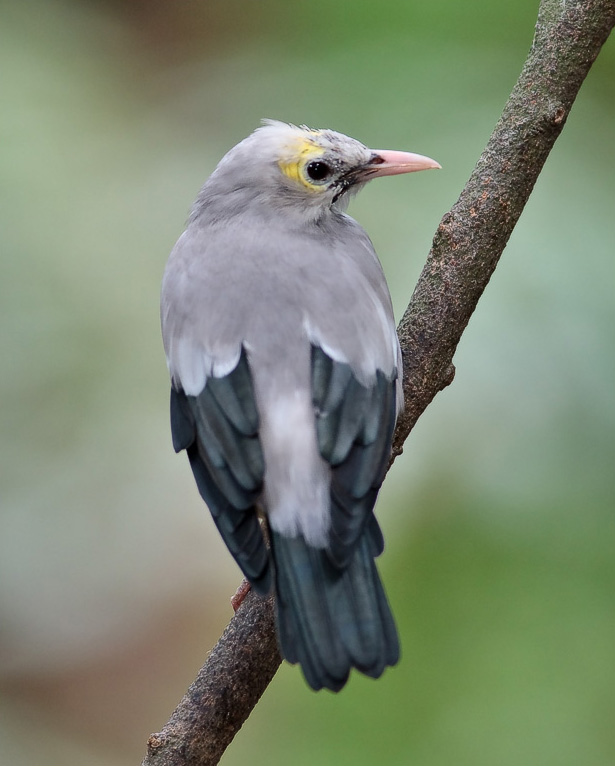
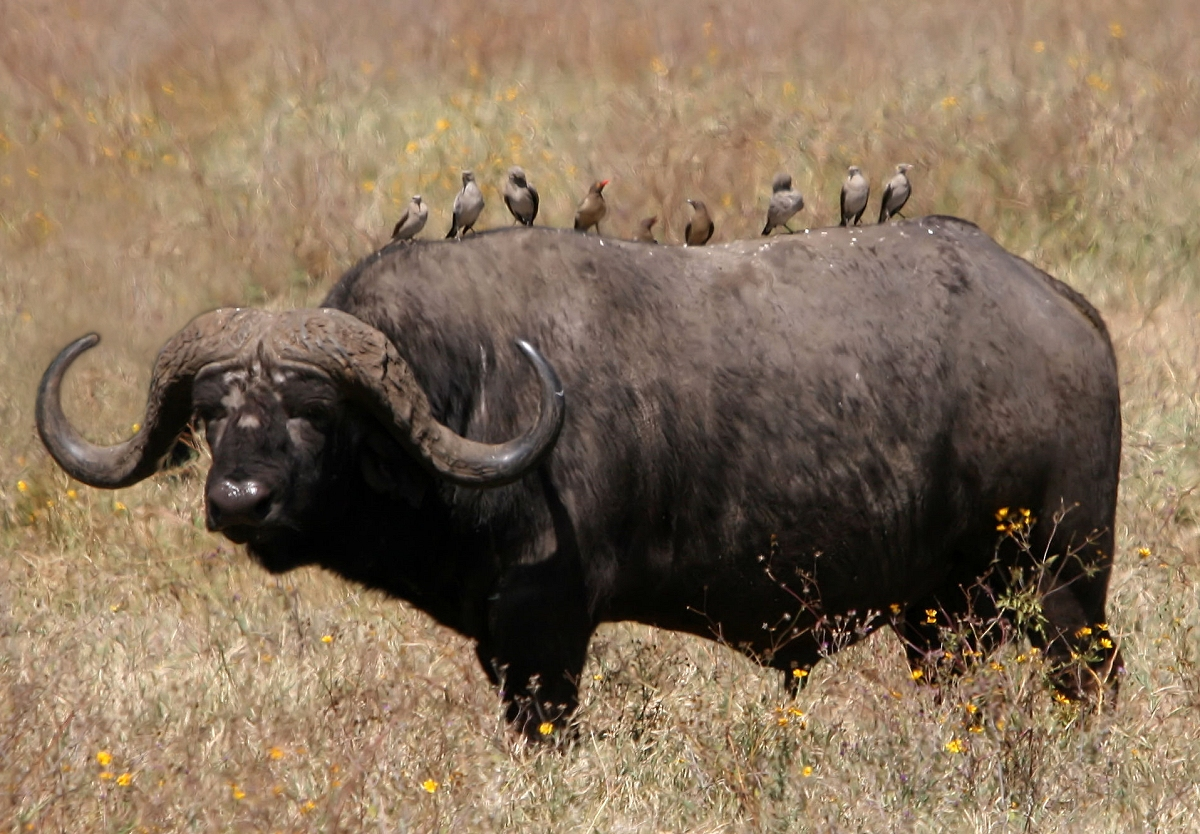